# Annelise Pflugbeil
Annelise Pflugbeil (3 de mayo de 1918-15 de noviembre de 2015), nombre de nacimiento de Annelise Carla Martha Buss, fue una profesora de música y clavecinista alemana.
En su juventud estudió piano y clavecín. Fue profesora de piano en el Departamento de Música de la Iglesia en Finkenwalde en Stettin.
Dirigió la escuela de música de la Iglesia Evangélica de Pomerania en Szczecin, huyó con su hija en 1945 a Greifswald. Fue profesora de la Universidad de Greifswald. 
Contrajo matrimonio con Hans Pflugbeil en 1947, fue madre de Sebastián Pflugbeil.
Annelise es considerada la madre de la Semana de Bach en Greifswald.
Honrada con el Premio Cultural de Alemania y la Medalla Bugenhagen de la Iglesia Evangélica Luterana en el norte de Alemania por su servicio a la música de la iglesia.
Falleció el 15 de noviembre de 2015 a los 97 años.